# Porotrichodendron gracile
Porotrichodendron gracile är en bladmossart som beskrevs av Theodor Carl Karl Julius Herzog 1916. Porotrichodendron gracile ingår i släktet Porotrichodendron och familjen Lembophyllaceae. Inga underarter finns listade i Catalogue of Life.